# Las Ánimas (Aguascalientes)
Las Ánimas es una localidad del estado mexicano de Aguascalientes. Es parte del municipio de Pabellón de Arteaga.

## Demografía
| Gráfica de evolución demográfica |
|                                  |

| Censo | Población |
| ----- | --------- |
| 1921  | 99        |
| 1930  | 10        |
| 1940  | 18        |
| 1950  | 15        |
| 1960  | 13        |
| 1970  | 367       |
| 1980  | 712       |
| 1990  | 1 155     |
| 2000  | 1 610     |
| 2010  | 1 794     |
| 2020  | 2 388     |